# Раджеш Вивек
Раджеш Вивек Упадхья (хинди राजेश विवेक उपाध्याय; 31 января 1949, Джаунпур — 14 января 2016, Хайдарабад) — индийский актёр театра и кино, снимавшийся преимущественно в фильмах на хинди. В кино исполнял второстепенные и эпизодические роли. Наиболее известен по фильмам «Лагаан», «Возвращение на родину» и «Джодха и Акбар».

## Биография
Изучал актёрское мастерство на курсах при национальной школе драмы под руководством Ибрагима Алкази
и состоял в труппе данного театра. Играя в пьесе Begum Ka Takiya, он был замечен кинорежиссёром Шьямом Бенегалом, который пригласил его на роль факира в свой фильм «Безумие» (1978). В следующий раз актёр появился на экране с небольшой ролью Раджендры Прасада, первого президента Индии, в байопике Ричарда Аттенборо «Ганди» (1982). Всё это время он оставался в составе театральной труппы, но в конце 1980-х ему пришлось уйти, когда его не отпустили на съёмки киноленты Joshilaay в Ладакхе, длившиеся четыре месяца.
Вначале он запомнился зрителям по отрицательным ролям в фильмах Veerana (1988) и Joshilay (1989), затем часто играл роли подручных антагониста, а позже стал исполнять комические или второстепенные роли.
Среди его фильмов — «Ганг, твои воды замутились» (1985, эпизод), «Госпожа Майя» (1993, Патан), «Королева бандитов» (1994, Баба Мушким).
Актёр часто получал роли людей не от мира сего: садху, муни, санньяси или разбойников-дакоитов.
Оценив его игру, Ашутош Говарикер дал ему роль астролога Гурана в своей исторической спортивной драме «Лагаан: Однажды в Индии» 2001 года. Картина имела оглушительный успех и была номинирована на премию «Оскар» от Индии, что принесло актёру свою долю славы. Он вновь снялся у Говарикера в последовавшем «Возвращении на родину» (2004) в роли деревенского почтальона.
Его игра в обоих фильмах получила положительную оценку.
В дальнейшем Раджеш появился в роли протестующего в «Банти и Бабли» (2005), придворного Чугтая Хана в «Джодха и Акбар», нищего в «О Боже, ты велик!» (2008), пуджари в «Вир — герой народа» (2010) и коррумпированного полицейского инспектора в «Огненном пути».
Он также снимался в популярных сериалах Mahabharat, Bharat Ek Khoj и Aghori.
В последние годы своей жизни он попробовал себя в региональном кинематографе, снявшись в Yevade Subramanyam (2015) на телугу и Nagarahavu (2016) на каннада. Во время съёмок очередного фильма в Хайдарабаде, 14 января 2016 года, у актёра случился сердечный приступ, приведший к смерти. Раджеш Вивек был кремирован по индуистским традициям на следующий день в Мумбаи. Последние ритуалы были проведены его сыном Вайбхавом.